# Mangoosta

Mangoosta (mangoosta.fr) fut le premier fournisseur ADSL en France à proposer le dégroupage partiel en novembre 2000. Mangoosta a développé le premier modèle original d'opérateur ADSL à travers le territoire national. Son modèle d'entreprise a été repris par Free deux années plus tard[réf. nécessaire].
La société a été créée à l'initiative d'Alain Nicolazzi et de son fonds Nicom Investissement (60 %) de NetCréation (10 %). La direction était assurée par Marie-Eve Schauber. À la suite de la mise en redressement judiciaire, la direction a été reprise par le codirecteur général de Nicom : Roland Tricot. La direction commerciale était tenue par Frédéric Boutissou. Le plan d'affaires et la relation partenaire (Yahoo, Altavista) étaient portés par Sylvain Géron.
Mangoosta proposait trois offres : 
- 512 kb/s pour 330 francs par mois avec des frais d'installation de 500 francs
- 1024 kb/s monoposte à 789,36 francs par mois avec des frais d'installation de 500 francs
- 1024 kb/s multiposte à 789,36 francs par mois avec des frais d'installation de 956,80 francs

En mars 2001, l'offre à 330 francs par mois passe à 390 francs par mois pour les nouveaux abonnés .
En août 2001, à la suite de la liquidation judiciaire, Nerim acquit Mangoosta .